# ブラジル銀行
ブラジル銀行（ブラジルぎんこう、葡: Banco do Brasil）は1808年に設立されたブラジルに拠点を構えるブラジル最大の商業銀行。ブラジル最初の銀行でもある。1964年にブラジル中央銀行が設立されるまではブラジルの政策金融機関としても機能していた。日本を含む海外進出に積極的であり、日本では現在4つの営業拠点を構える。名古屋市や浜松市などブラジルからの出稼ぎ労働者が多い地域などへ出店を進めており、東京以外に支店を持つ唯一のラテンアメリカ系銀行であると同時に国内総資産は外資系金融機関で第2位を誇る。

## 国際展開
ブラジル銀行はアメリカ合衆国（ニューヨーク市、マイアミ）など複数の国に支店を展開している。これら支店は大企業や他国を訪れたブラジル永住者のために設けられたものであるが、進出国の居住者にも通常のサービスを提供している。 
ブラジル銀行はブラジル国外に支店、営業所、営業部門、オフィス・子会社からなる44の拠点を有している。
オフィス・子会社
| - アスンシオン - ブエノスアイレス - カラカス - シウダ・デル・エステ - ドバイ - ジョージタウン - 香港 - ラパス - リマ - リスボン - ロンドン - ルアンダ - マドリード | - メキシコ市 - マイアミ - モンテビデオ - ニューヨーク市 - パリ - パナマ市 - ローマ - ソウル特別市 - 上海市 - 東京都 - ウィーン - ワシントンD.C. - サンティアゴ |

## 在日支店
2004年12月16日、長年にわたり不法就労者の送金を請け負う地下銀行との取引を続けていたことや、行員による預金の横領等の不祥事件を金融庁に届け出なかったなど、多数の法令違反が発覚したとして、金融庁は同24日から外国為替送金を伴う法人顧客との新規取引業務を停止する行政処分が行なわれ、2006年6月30日に解除されている。
日本郵政公社、三井住友銀行に加え2007年4月28日よりセブン銀行、2012年1月よりイオン銀行と提携を結び、全国のセブンならびにイオン銀行ATMが利用可能になった。

## 主な商品・サービス

### 普通預金口座
新規口座開設にあたって、初期入金の最低額は2,000円（若しくはそれに相当する利用可能外貨）。マルチ通貨預金口座で、4種類（円・米ドル・ユーロ・ブラジルレアル）を使った通貨建てで運用が可能である。日本国内において外貨ブラジルレアル建て普通預金・定期預金サービスが受けられるのが大きな特徴である。
通帳無発行型の普通預金であるが、一定の月間平均総取引残高がある顧客には毎月取引明細書が自宅まで郵送される。また、オンライン取引サービス（インターネットバンキング）を利用することで、直近6か月の入出金明細書を確認することも可能である。
2014年2月現在、在日支店および五反田出張所の窓口で、外貨建て預金口座より米ドル、ユーロならびにブラジルレアルをキャッシュ（現金）で引出し可能である。
外貨取引を依頼し6か月以上預入れた米ドルを預金口座からキャッシュ（現金）で引出す場合、外貨引出し手数料は一切発生しない。また、月額平均残高が1万米ドル以上の場合、米ドル外貨引出し手数料の優遇があり、2か月目から無料となる。
キャッシュ（現金）にてその他の外貨を引出す場合は、所定の料金が発生する。
口座取引開始日から翌々月より、口座維持手数料が毎月100円かかる。しかし、月間平均総取引残高が1,000米ドル以上、若しくは円貨を含め他通貨にてそれに相当する残高があれば、その口座維持手数料は無料である。
2009年11月中旬から事業拡大により、BRICSの一国で今後増々経済成長の見込まれることもあり、ブラジル通貨レアル建て定期預金サービスの利用が可能となった。
ブラジルは広大な国土、コーヒーを始め鉄鉱石や原油といった資源が豊富な投資対象国の1つで、2014年にはFIFAワールドカップ、2016年にはリオ・デ・ジャネイロで夏季オリンピックが開催されることで、今後ブラジル国内のインフラ整備も進むことが予想されており、ブラジルレアル市場に大きな注目が集まっている。今後さらなる経済成長が見込まれることから、ブラジルレアル定期預金サービスの金利は最大で年率8.75%ある。

### 定期預金口座
普通預金口座同様に、4種類の通貨（円・米ドル・ユーロ・レアル）から通貨を選び定期預金サービスを利用することが可能である。通貨の種類、運用期間によって金利は異なり、運用期間は、3か月・6か月・12か月・18か月・24か月から選択可能である。但し、ブラジルレアル建ての運用であれば36か月・60か月も選択できる。
基本的に定期満期時に利息が支払われる。確定利回りなので、預入時の適用利率は満期日までは変わらない。自動継続タイプの場合、契約期間毎の複利式運用となり、また自動継続後の利率は継続日の所定の利率が適用される。
原則、中途解約はできないが、やむを得ない理由と判断された場合のみ可能である。その場合の中途解約手数料は発生しない。
また外貨建て定期預金を利用の場合、定期預金解約日に受取外貨額を円貨に交換する必要はなく、為替相場に応じて自由に為替取引日を選ぶことができるので為替変動リスクを軽減することが可能となる。

### 国際送金
1972年の在日ブラジル銀行設立以来、2012年の今日（こんにち）まで40年の海外送金の実績を持つ。ブラジルを始めとし、アメリカ合衆国、ヨーロッパ各国、オーストラリアなど様々な国への海外送金が可能である。また、海外留学をする日本人学生やブラジル、ヨーロッパなどへサッカー留学する人向けの国際送金サービスも行っており、中でもその送金手数料はかなり安い。在日支店の窓口または提携金融機関のATMからレミッタンス（国際送金）カードを利用し海外送金が可能である。また、事前に受取人を登録することで、オンライン取引サービス（テレフォンバンキング及びインターネットバンキング）を利用し、米ドル外貨預金口座から自動引落しすることで、為替レートに左右されることなく直接米ドル建てで海外送金を行うことも可能である。オンライン取引を利用し海外送金を依頼した場合、店頭の窓口や提携金融機関のATMより手数料が安くなる。
また、一定の月間平均総取引残高があると、送金先により海外送金手数料が無料となる。
- 但し、ユーロ建て国際送金の場合、別途手数料がかかる。また国際送金の際は、通貨にかかわらず受取先によっては手数料や税金が生じる場合もある。

### アジア・ビジネス・デスク
2011年8月にブラジルのサンパウロにアジア・ビジネス・デスク部署が設けられる。ブラジル市場への注目が集まる中、ブラジルでのビジネスについてのサポートおよび助言を行う。
主な内容
- ブラジル国内にて活動する企業向けの海外取引コンサルティング
- ブラジルにおける輸出入関連手続きに関する助言
- 取引先に関する情報収集と分析
- ブラジルでのビジネスパートナーの発掘ならびに販路拡大の助言

## 基幹システム関係

### ATMの取扱い
口座キャッシュカード、レミッタンス（国際送金）カードの利用が可能。
- 在日ブラジル銀行7店舗内のATM
- 提携金融機関であるセブン銀行・イオン銀行・ゆうちょ銀行・三井住友銀行のATM
  - ※ 通常セブン銀行、ゆうちょ銀行を利用した場合、日中のATM利用手数料なし。しかし利用金融機関、及び利用時間帯により手数料あり。

## 日本国内の営業拠点
日本国内に3店を有する。

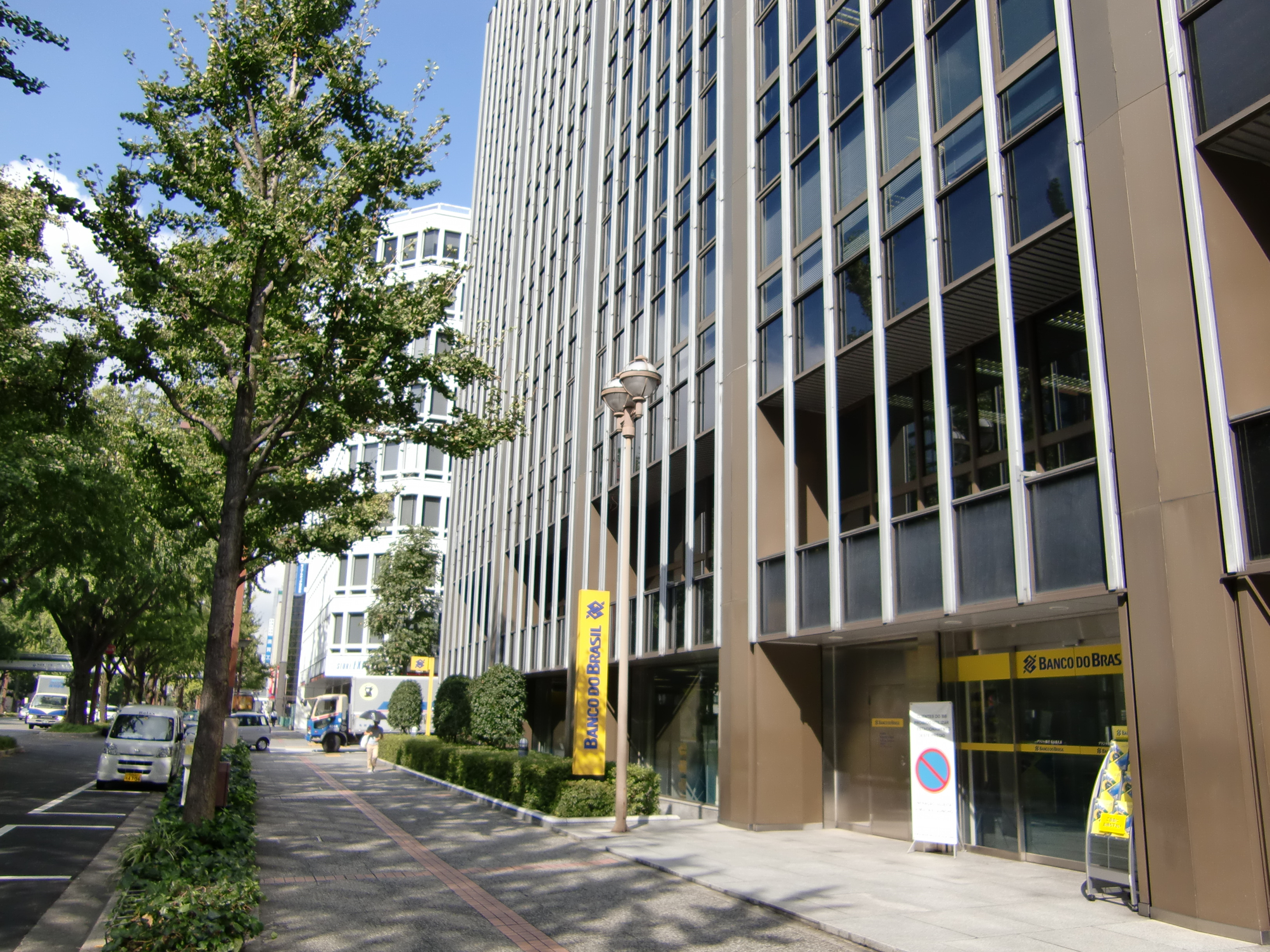
名古屋支店

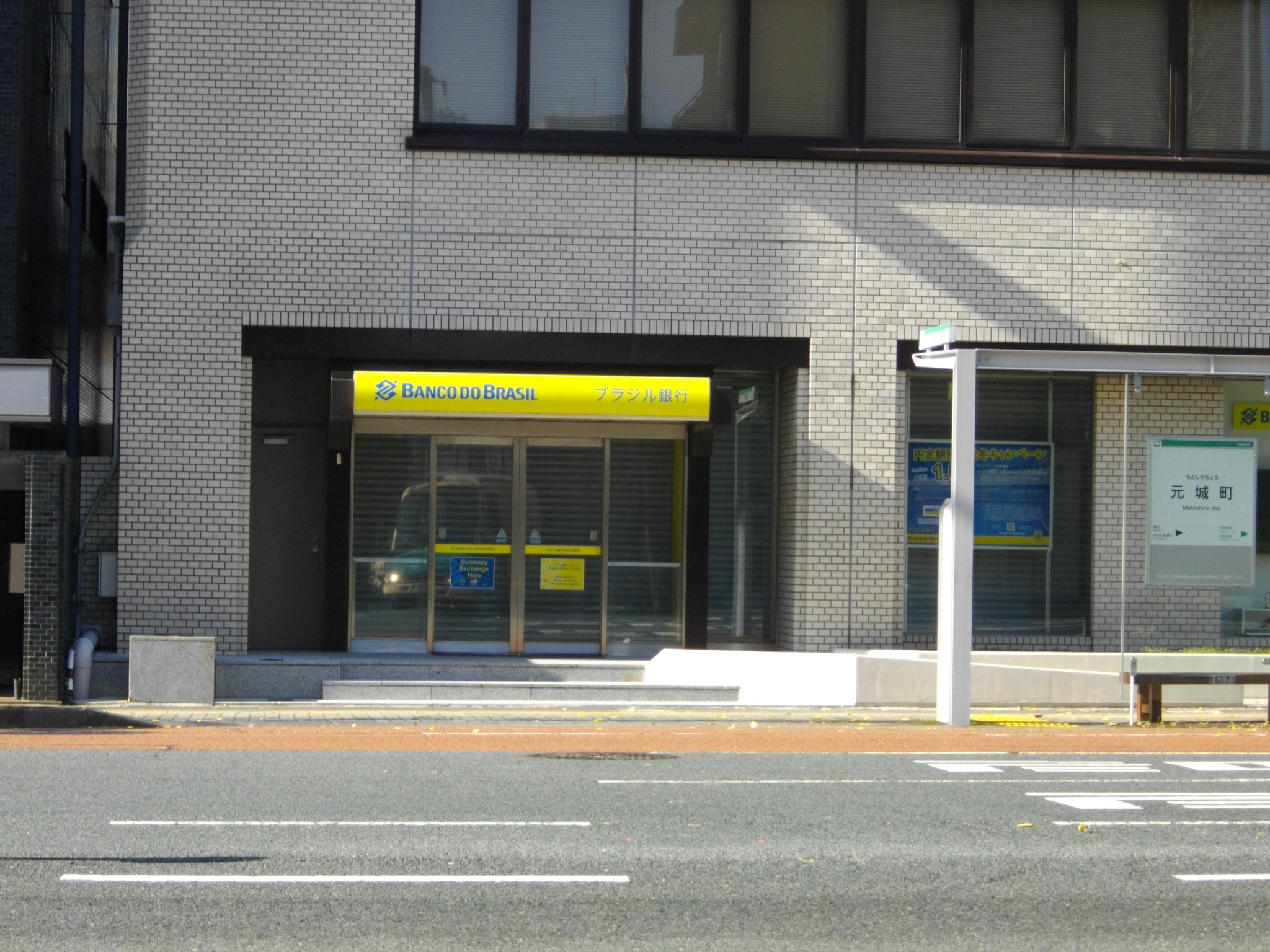
浜松支店

- 東京支店 (東京都千代田区丸の内1-6-5丸の内北口ビル5F）
- 名古屋出張所（愛知県名古屋市中区丸の内1-17-19キリックス丸の内ビル）
- 浜松出張所（静岡県浜松市中区元城町216-18大同生命浜松ビル1F）

### かつて存在した営業拠点
以下の支店・出張所を有した。群馬支店、茨城・長野・岐阜出張所の窓口業務に関するお知らせ
以後の取引はBB Móvel（移動店舗車）による巡回になる。
2014年5月1日廃店
- 茨城出張所（常総市水海道）
- 長野出張所（上田市）
- 岐阜出張所（美濃加茂市）

2014年8月1日廃店
- 群馬支店（太田市）

2022年3月18日廃店
- 五反田出張所（東京都品川区東五反田5-25-19東京デザインセンター 1F）

茨城・長野・群馬の3店は東京支店五反田出張所へ、岐阜出張所は名古屋出張所へそれぞれ統合。五反田出張所閉鎖に伴い、2023年にはそれまで法人専用だった東京支店に、個人窓口を開設。